# Кеји сир Ер
Кеји сир Ер (фр. Cailly-sur-Eure) насеље је и општина у северној Француској у региону Горња Нормандија, у департману Ер која припада префектури Andelys.
По подацима из 2011. године у општини је живело 223 становника, а густина насељености је износила 66,97 становника/km². Општина се простире на површини од 3,33 km². Налази се на средњој надморској висини од 23 метара (максималној 134 m, а минималној 21 m).

## Демографија
| 1962. | 1968. | 1975. | 1982. | 1990. | 1999. | 2011. |
| ----- | ----- | ----- | ----- | ----- | ----- | ----- |
| 146   | 159   | 178   | 181   | 191   | 233   | 223   |

График промене броја становника у току последњих година